# Anatolio (prefetto del pretorio)
Anatolio, detto Azutrion dai suoi nemici (in latino Anatolius; Beirut, ... – 360), è stato un politico romano.

## Biografia
Nacque a Berytus, moderna Beirut, dove ricevette alcuni insegnamenti in legge, prima di trasferirsi a Roma. Nel 349 ricopriva già un importante incarico amministrativo, probabilmente quello di consularis Syriae, mentre nel 352 era vicarius Asianae. Secondo le ricostruzioni di alcuni storici potrebbe aver ricoperto la carica di proconsole di Costantinopoli nel 354.
Nel 355 gli fu offerto di ricoprire la carica di praefectus urbi di Roma, ma dubbioso a causa dei cattivi rapporti tra plebe e senato romano, alla fine decise di rifiutare il prestigioso incarico. Cionondimeno si recò a corte in Italia l'anno successivo.
Fu Prefetto del pretorio dell'Illirico dal 357 al 360, anno in cui morì e fu succeduto da Florenzio. La sua amministrazione fu molto efficiente: Anatolio riuscì infatti a ridurre il costo del cursus publicum; durante la carica ricevette un panegirico composto da Imerio, organizzò una competizione di retori ad Atene a tema fisso, vinta da Proeresio, cui più tardi confermò il titolo e i doni conferitigli dall'imperatore.
Soprannominato Azutrion dai suoi nemici, era amico di Libanio, che ne lodava il carattere severo e incorruttibile, e con il quale ebbe una corrispondenza parzialmente conservatasi; come il suo amico era pagano, e quando visitò Atene vi compì dei sacrifici.
Potrebbe essere il Vindonio Anatolio di Berytus citato da Fozio come autore di un'opera sull'agricoltura.